# Кремпець (Люблінське воєводство)
Кремпець (пол. Krępiec) — село в Польщі, у гміні Мелґев Свідницького повіту Люблінського воєводства. Населення — 1348 осіб (2011).

## Історія
Станом на 1921 рік село, колонія та фільварок Кремпець належали до гміни Мелґев Люблінського повіту Люблинського воєводства міжвоєнної Польщі.
За офіційним переписом населення Польщі 10 вересня 1921 року в селі Кремпець налічувалося 136 домів і 941 мешканець (майже усі поляки-римо-католики), на однойменній колонії — 44 доми та 302 мешканеців (усі поляки-римо-католики), на однойменному фільварку — 7 будинків та 106 мешканців (19 православних українців і 87 поляків-римо-католики).

## Населення
Демографічна структура станом на 31 березня 2011 року:
|          | Загалом | Допрацездатний вік | Працездатний вік | Постпрацездатний вік |
| -------- | ------- | ------------------ | ---------------- | -------------------- |
| Чоловіки | 684     | 149                | 457              | 78                   |
| Жінки    | 664     | 131                | 409              | 124                  |
| Разом    | 1348    | 280                | 866              | 202                  |